# Hôtel de Salm-Dyck
Pour les articles homonymes, voir Salm.
L’hôtel de Salm-Dyck, anciennement hôtel de Ségur, est un hôtel particulier situé à Paris en France.

## Localisation
Il est situé au 97 rue du Bac, dans le 7e arrondissement de Paris.

## Histoire
L'hôtel fut construit en 1722 pour Pierre Henry Lemaître (par ailleurs propriétaire du château du Marais), peut-être par François Debias-Aubry. Le décor intérieur date en partie de cette époque. 
Dès 1726, l'hôtel est cédé à la maréchale-duchesse de Gramont, née Marie Christine de Noailles (1672-1748), qui y marie sa fille avec le duc de Ruffec, fils aîné de Saint-Simon.
Au moment de la Révolution, il appartient au vicomte de Ségur. L'hôtel est occupé de 1786 à 1798 (avec des intermittences entre 1792 et 1795 puis à nouveau en 1796) par Madame de Staël.
En 1809, il est acquis par le comte Joseph de Salm-Reifferscheidt-Dyck (fait prince de Salm en 1816) qui fait décorer l'appartement du premier étage (antichambre, salon, bibliothèque) en style Empire (v. 1810) par l'architecte Antoine Vaudoyer et le peintre Jean-Jacques Lagrenée (ensemble conservé et classé parmi les monuments historiques). La comtesse de Salm-Dyck, née Constance de Théis, y tient un célèbre salon littéraire. 
Après la guerre de 1870, l'hôtel fut la résidence parisienne de l'ancien préfet de police et ministre de la Police générale de Napoléon III, Charlemagne-Émile de Maupas.
Ce bâtiment fait l’objet d’un classement au titre des monuments historiques depuis le 25 mai 1982 et d'une inscription à cette même date.

## Galerie

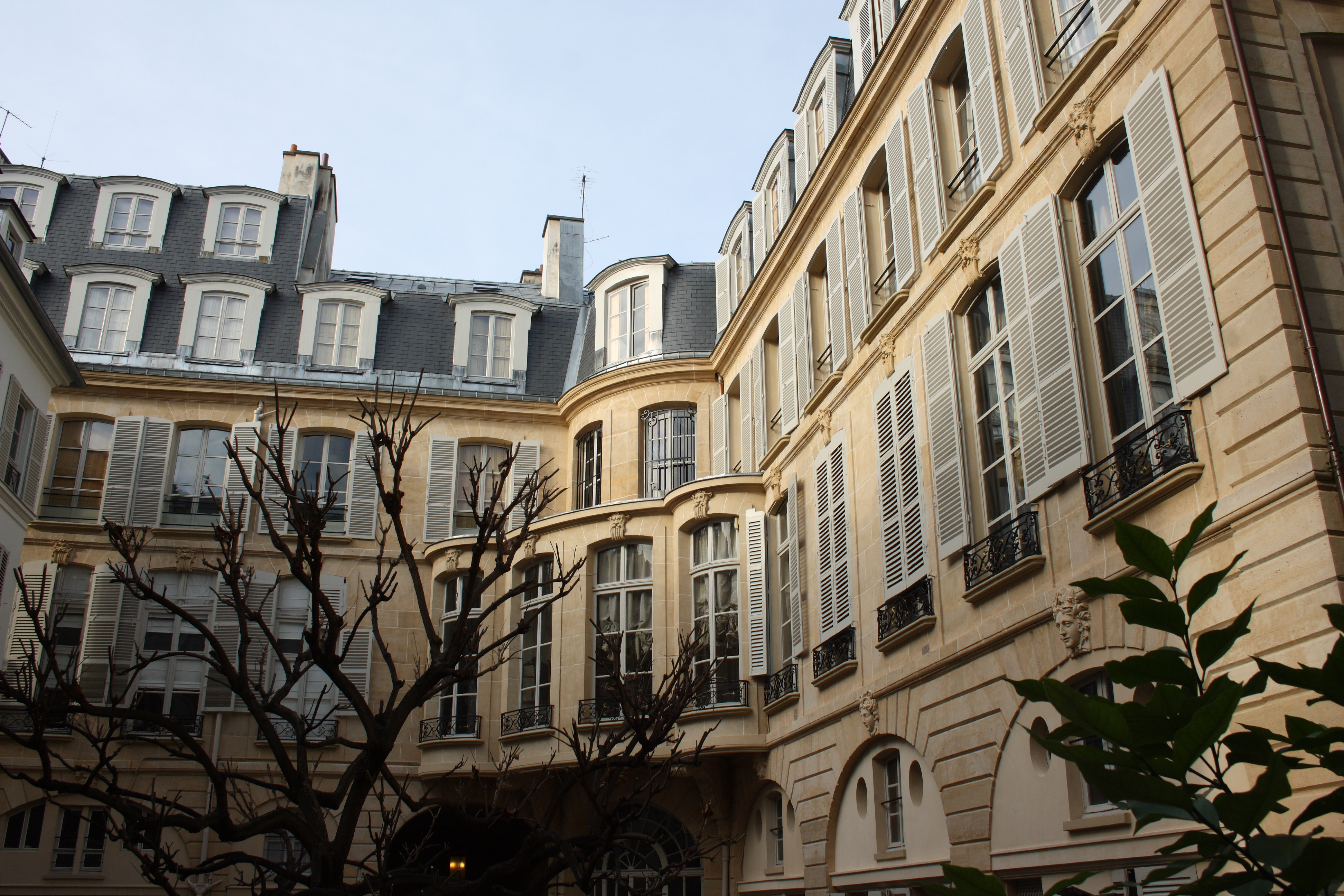